# A Question of Right
A Question of Right è un cortometraggio muto del 1914. Il nome del regista non viene riportato nei credit del film che si basa su un soggetto di Shannon Fife.

## Produzione
Il film fu prodotto dalla Lubin Manufacturing Company.

## Distribuzione
Distribuito dalla General Film Company, il film - un cortometraggio in due bobine - uscì nelle sale cinematografiche USA il 15 gennaio 1914.